# Saison 8 de Bob l'éponge
Chronologie
Saison 7 Saison 9
Cet article présente les épisodes de la huitième saison de la série d'animation télévisée américaine Bob l'éponge diffusée du 26 mars 2011 au 6 décembre 2012 sur Nickelodeon.
En France, la huitième saison est diffusée sur TF1 dans les années 2011-2014 (elle fut la dernière saison diffusée sur TF1), et rediffusée du 13 mars 2013 au 30 mai 2014 sur Nickelodeon France.

## Production

### Développement
Le show runner de cette saison est Paul Tibbitt. Avec le 173e épisode, diffusé pendant cette saison, Bob l'éponge dépasse le total d'épisodes de la série Les Razmoket et devient le dessin animé le plus longue de Nickelodeon.
Le passage de la HD a commencé à se faire progressivement sur cette saison.

## Épisodes
| № | #   | Titre français / Titre original                                       | Réalisation                               | Scénario                                                                     | Première diffusion                                  | Première diffusion        | Audiences                         |
| --- | --- | --------------------------------------------------------------------- | ----------------------------------------- | ---------------------------------------------------------------------------- | --------------------------------------------------- | ------------------------- | --------------------------------- |
| 153a | 1a  | Accident de travail ! Accidents Will Happen                           | Andrew Overtoom                           | Luke Brookshier, Nate Cash et Dani Michaeli                                  | 18 juillet 2011                                     | 26 mai 2014               | -                                 |
| Dans la réserve du Crabe Croustillant, l'étagère contenant les pains du pâté de crabe s'est détachée, Carlo étant allongé sous les pains. Il s'est fait une entorse de la cheville et décide d'appeler l'inspection du travail pour accident du travail. Le capitaine Krabs ayant peur de l'amende, décide de réaliser les moindres demandes du calamar si celui-ci garde le silence. Mais Monsieur Krabs se fatigue en réalisant toutes ses demandes, il demande à Bob de mener une enquête. |     |                                                                       |                                           |                                                                              |                                                     |                           |                                   |
| 153b | 1b  | Le pâté ramollo The Other Patty                                       | Andrew Overtoom                           | Luke Brookshier, Nate Cash, Dani Michaeli et Mr. Lawrence                    | 25 juin 2011                                        | 26 mai 2014               | 3,82                              |
| En voulant voler un pâté de crabe dans les poubelles extérieur du Crabe Croustillant, Plankton pense avoir réussi, ce qui n'inquiète pas le capitaine Krabs. Mais le pâté dispose d'un dispositif d'autodestruction lorsqu'il est éloigné du restaurant. Bob demande alors au capitaine et au plancton pourquoi il ne se réconcilierai pas, ce que chacun refuse. Après leur chamaillerie, Plankton découvre qu'un nouveau restaurant ouvre ses portes et attire beaucoup de client : Au pâté Ramollo. Plankton est maintenant intrigué par la recette de ce nouveau restaurant, tandis que Monsieur Krabs veut aussi cette recette pour récupérer ses clients.                                                   |     |                                                                       |                                           |                                                                              |                                                     |                           |                                   |
| 154a | 2a  | Le crabe-comptoir Drive Thru                                          | Tom Yasumi                                | Aaron Springer et Dani Michaeli                                              | 19 juillet 2011                                     | 27 mai 2014               | -                                 |
| Au lieu de payer de l'argent pour réparer un trou dans le mur du Crabe Croustillant, M. Krabs décide de l'utiliser pour gagner plus de revenus en le transformant en un comptoir-drive. Cependant, pour éviter de dépenser de l'argent, il refuse d'acheter de l'équipement adéquat pour le service au volant, ni d'embaucher des employés supplémentaires pour le faire. Lorsque Bob l'éponge et Carlo sont au travail, M. Krabs continue de percer plus de trous dans les murs du restaurant pour créer plus de comptoirs-drive, jusqu'à ce que le Crabe Croustillant s'effondre en morceaux. |     |                                                                       |                                           |                                                                              |                                                     |                           |                                   |
| 154b | 2b  | Tony Junior The Hot Shot                                              | Alan Smart                                | Aaron Springer et Derek Iversen                                              | 18 juin 2011                                        | 27 mai 2014               | -                                 |
| Bob l'éponge reçoit des leçons de conduite du fils d'un légendaire pilote de course automobile, Tony Fast Jr. |     |                                                                       |                                           |                                                                              |                                                     |                           |                                   |
| 155a | 3a  | Une super partie amicale A Friendly Game                              | Tom Yasumi                                | Casey Alexander, Zeus Cervas et Steven Banks                                 | 26 mars 2011                                        | 28 mai 2014               | 4,55                              |
| Bob l'éponge décident de construire un terrain de golf miniature intérieur avec son ami Patrick dans sa maison. À côté, Carlo leur dit de réduire le bruit pendant la construction du parcours. Les deux amis essaient de ne pas déranger Carlo tandis que Patrick distrait Bob pour lui faire perdre la partie. |     |                                                                       |                                           |                                                                              |                                                     |                           |                                   |
| 155b | 3b  | Nettoyage de printemps Sentimental Sponge                             | Alan Smart                                | Luke Brookshier, Nate Cash et Mr. Lawrence                                   | 2 avril 2011                                        | 28 mai 2014               | -                                 |
| Après que Patrick lui ait dit d'être plus sentimental, Bob l'éponge devient un thésauriseur, dérangeant Carlo. |     |                                                                       |                                           |                                                                              |                                                     |                           |                                   |
| 156 | 4   | Le Combat glacial Frozen Face-Off                                     | Andrew Overtoom et Tom Yasumi             | Casey Alexander, Zeus Cervas, Derek Iversen, Dani Michaeli et Richard Pursel | 15 juillet 2011                                     | 13 mars 2013              | 5,76                              |
| Bob l'éponge,Patrick, M. Krabs, Carlo, Sandy, Plankton, Karen et Gary participent à une course de vers en traîneau pour gagner un million de dollars. Cependant, juste avant le début de la course, Plankton se faufile vers le Crabe Croustillant et utilise un robot pour le remplacer dans la course. Pendant qu'il pénètre dans le restaurant pour voler la formule secrète du Patté de Crabe, le groupe doit éviter les attaques d'un monstre des neiges. |     |                                                                       |                                           |                                                                              |                                                     |                           |                                   |
| 157a | 5a  | Les leçons "d'adultes" Squidward's School for Grown Ups               | Alan Smart                                | Aaron Springer, Sean Charmatz et Richard Pursel                              | 4 juin 2011                                         | 30 mai 2014               | 5,02                              |
| Lorsque Patrick fait pousser soudainement sa barbe, il décide qu'il est temps pour lui d'agir comme un adulte. Il côtoie Carlo, qui propose de lui apprendre tout ce qu'il sait sur la maturité, à la grande consternation de Bob l'éponge. Lorsqu'ils sont dans un opéra, les deux regardent Bob, qui interprète un air intitulé "Cher ami". Plus tard, la barbe de Patrick se révèle être un oursin de mer et redevient ami avec l'éponge. |     |                                                                       |                                           |                                                                              |                                                     |                           |                                   |
| 157b | 5b  | L'Exposé Oral Report                                                  | Alan Smart                                | Casey Alexander, Zeus Cervas et Dani Michaeli                                | 26 mars 2011                                        | Date non-connue en France | 4,55                              |
| Tout en se préparant à faire un rapport oral pour l'école de navigation de plaisance, Bob l'éponge descend de honte avec effroi. Il demande de l'aide à Sandy et reçoit une paire de lunettes qui lui permettent de voir les gens dans leurs sous-vêtements afin qu'il ne se sente pas nerveux. Cependant, lors de sa présentation orale, les lunettes fonctionnent mal, et Bob sort de l'école en panique, emportant une motoneige avec lui. Il finit par remettre son rapport oral à deux policiers. |     |                                                                       |                                           |                                                                              |                                                     |                           |                                   |
| 158a | 6a  | Carlo, clarinettiste Sweet and Sour Squid                             | Tom Yasumi                                | Aaron Springer et Mr. Lawrence                                               | 20 juillet 2011                                     | Date non-connue en France | -                                 |
| Plankton essaie de se lier d'amitié avec Carlo afin d'obtenir la formule secrète du Patté de Crabe. Cependant, ce dernier refuse de converser avec lui jusqu'à ce que Bob l'éponge dise à Plankton qu'il doit complimenter la musique de Carlo afin de commencer une amitié. Le plancton ne supporte pas le jeu de la clarinette de Carlo, mais il l'accepte quand même. Après que le calamar révèle qu'il ne connaît pas la formule, Plankton s'enfuit avec sa clarinette. |     |                                                                       |                                           |                                                                              |                                                     |                           |                                   |
| 158b | 6b  | Les yeux de l'artiste The Googly Artiste                              | Andrew Overtoom                           | Luke Brookshier, Nate Cash et Derek Iversen                                  | 21 juillet 2011                                     | Date non-connue en France | -                                 |
| Lorsqu'il fait des arts et de l'artisanat avec Bob l'éponge, Patrick est convoité par tout le monde en ville après qu'un critique d'art ait fait l'éloge de son œuvre. Il devient rapidement un artiste célèbre, ce qui rend Carlo jaloux. Lorsque Patrick obtient le bloc de l'artiste, il commence à coller des yeux écarquillés sur le Crabe Croustillant et à les vendre. |     |                                                                       |                                           |                                                                              |                                                     |                           |                                   |
| 159 | 7   | Des Vacances en famille A SquarePants Family Vacation                 | Andrew Overtoom et Tom Yasumi             | Aaron Springer, Sean Charmatz et Derek Iversen                               | 11 novembre 2011                                    | Date non-connue en France | 3,57                              |
| Bob l'éponge invite M. Krabs, Pearl, Sandy, Mme Puff, Larry, Carlo et Plankton à regarder un diaporama de ses vacances en famille à la Grande Barrière de Corail. Dans le diaporama, lui, ses parents et Patrick partent en voyage. |     |                                                                       |                                           |                                                                              |                                                     |                           |                                   |
| 160a | 8a  | Le déguisement Patrick's Staycation                                   | Andrew Overtoom                           | Luke Brookshier, Nate Cash, Sean Charmatz et Dani Michaeli                   | 8 novembre 2011                                     | Date non-connue en France | -                                 |
| Patrick veut prendre des vacances, alors Bob l'éponge trouve une solution : un "staycation" (nom original), des vacances à la maison. Ce qui ravit l'étoile de mer. |     |                                                                       |                                           |                                                                              |                                                     |                           |                                   |
| 160b | 8b  | La croisière de Plankton Walking the Plankton                         | Alan Smart                                | Casey Alexander, Zeus Cervas et Mr. Lawrence                                 | 7 novembre 2011                                     | Date non-connue en France | -                                 |
| M. Krabs et Bob l'éponge gagnent des billets gratuits pour une croisière, grâce à Plankton, mais ils ne savent pas que c'est un plan secret pour voler la formule secrète du Patté de Crabe. En même temps, Plankton trompe sa femme informatique, Karen, pour des vacances. L'ordinateur est d'abord excitée jusqu'à ce qu'elle se rende compte que cela fait partie de son plan pour voler la formule. Ils sautent tous les deux sur la même croisière que M. Krabs et Bob l'éponge. |     |                                                                       |                                           |                                                                              |                                                     |                           |                                   |
| 161a | 9a  | Les vacances lunaires de Sandy Mooncation                             | Alan Smart                                | Sean Charmatz, Vincent Waller et Steven Banks                                | 10 novembre 2011                                    | Date non-connue en France | -                                 |
| Sandy prépare sa fusée pour aller sur la Lune pour des vacances. Cependant, Bob l'éponge se range accidentellement, et lorsqu'ils sont sur la Lune, les deux partent en camp. Bob et Sandy font du sport, y compris du saut sur des cratères. Après avoir accidentellement écrasé le panneau de sable dans le réservoir de carburant, ils se précipitent pour rentrer chez eux avant que le carburant ne s'épuise. |     |                                                                       |                                           |                                                                              |                                                     |                           |                                   |
| 161b | 9b  | M. Krabs part en vacances Mr. Krabs Takes a Vacation                  | Tom Yasumi                                | Luke Brookshier, Marc Cecarrelli, Sean Charmatz et Steven Banks              | 9 novembre 2011                                     | Date non-connue en France | -                                 |
| M. Krabs prend des vacances avec Bob l'éponge et Pearl. Cependant, Pearl ne veut pas les suivre, elle reste donc dans un musée détruit. Lorsque deux voleurs de banque s'emparent de la menthe, Bob et M. Krabs les arrêtent et sont récompensés par un billet d'un dollar en édition spéciale avec leur visage dessus. Pearl confisque leur billet et le dépense pour une nouvelle paire de chaussures. |     |                                                                       |                                           |                                                                              |                                                     |                           |                                   |
| 162 | 10  | Le bateau fantôme Ghoul Fools                                         | Andrew Overtoom et Tom Yasumi             | Luke Brookshier, Marc Ceccarelli et Derek Iversen                            | 21 octobre 2011                                     | Date non-connue en France | 3,91                              |
| Bob l'éponge et Patrick trouvent une péniche hantée par un équipage de pirates fantômes. Les deux se retrouvent pris dans une querelle entre eux et le Hollandais Volant. - Invités : Chris Eliott (Lord Poltergeist), Brian Doyle-Murray (le Hollandais volant) |     |                                                                       |                                           |                                                                              |                                                     |                           |                                   |
| 163a | 11a | L'homme sirène et Bernard l'ermite, les "origines" Mermaid Man Begins | Alan Smart                                | Casey Alexander, Zeus Cervas, Sean Charmatz et Richard Pursel                | 23 septembre 2011                                   | Date non-connue en France | 2,65                              |
| Bob et Patrick vont regarder leur feuilleton préféré jusqu'à que le tourbillon emporte la maison. Alors ils se réfugièrent dans la grotte jusqu'à se qu'ils tombent sur l'homme sirène et Bernard l'ermite. Bob demande à leur héros comment ils se sont rencontrés. Malheureusement aucun des deux histoires raconter par leur héros sont vrain jusqu'à ce que le générateur se mette en marche et Bob et Patrick vont visionner leur vraie origine de l'homme sirène et Bernard l'ermite. - Invités : Ernest Borgnine (l'Homme-sirène) et Tim Conway (le Bernard l'Ermite) |     |                                                                       |                                           |                                                                              |                                                     |                           |                                   |
| 163b | 11b | Le deuxième œil de Plankton Plankton's Good Eye                       | Tom Yasumi                                | Luke Brookshier, Marc Ceccarelli et Derek Iversen                            | 23 septembre 2011                                   | Date non-connue en France | 2,65                              |
| Plankton développe un autre œil supplémentaire parce qu'il manque de perception de la profondeur. Cependant, cela change sa personnalité et le rend gentil, car l'œil est issu de l'ADN de Bob l'éponge. |     |                                                                       |                                           |                                                                              |                                                     |                           |                                   |
| 164a | 12a | Des pustules en pagaille Bernacle Face                                | Andrew Overtoom                           | Aaron Springer, Andrew Goodman et Dani Michaeli                              | 16 septembre 2011                                   | Date non-connue en France | 4,39                              |
| Une nuit avant la fête de soirée à l'école, Pearl obtient une bernacle sur son visage. M. Krabs demande à Bob l'éponge d'aider sa fille à éliminer les imperfections pour économiser de l'argent, au lieu de conduire Pearl à un traitement coûteux. |     |                                                                       |                                           |                                                                              |                                                     |                           |                                   |
| 164b | 12b | Des comptes de l'escargot Pet Sitter Pat                              | Tom Yasumi                                | Casey Alexander, Zeus Cervas et Richard Pursel                               | 16 septembre 2011                                   | Date non-connue en France | 4,39                              |
| Lorsque Bob l'éponge reçoit une invitation à la fête d'anniversaire de sa grand-mère, il demande à Patrick de s'occuper de Gary. Cependant, Bob s'inquiète des tentatives malavisées de Patrick de garder des animaux. - Invitée : Marion Ross (grand-mère) |     |                                                                       |                                           |                                                                              |                                                     |                           |                                   |
| 165a | 13a | La convention des inventeurs House Sittin' for Sandy                  | Alan Smart                                | Aaron Springer, Sean Charmatz et Derek Iversen                               | 30 septembre 2011                                   | Date non-connue en France | 3,33                              |
| Bob l'éponge accepte avec plaisir de se loger au dôme de Sandy pendant son absence. Tout est calme jusqu'à ce que Patrick arrive pour une visite et provoque le chaos, ce qui entraîne la destruction du dôme. |     |                                                                       |                                           |                                                                              |                                                     |                           |                                   |
| 165b | 13b | Le concert de Kelpy G Smoothe Jazz at Bikini Bottom                   | Andrew Overtoom                           | Casey Alexander, Zeus Cervas et Richard Pursel                               | 30 septembre 2011                                   | Date non-connue en France | 3,33                              |
| Carlo et Bob l'éponge gagnent des laissez-passer et des billets pour les concerts de Kelpy G. Cependant, Patrick mange ses passes peu de temps après le début du concert. Perdant leurs passes, Bob et Carlo tentent de se faufiler dans les coulisses pour rencontrer Kelpy G. |     |                                                                       |                                           |                                                                              |                                                     |                           |                                   |
| 166a | 14a | Les bulles pimentées Bubble Troubles                                  | Andrew Overtoom                           | Luke Brookshier, Marc Ceccarelli et Derek Iversen                            | 25 novembre 2011                                    | 26 mai 2014               | 3,27                              |
| Bob et Patrick s'ennuie en faisant des bulles ordinaire. Ils décident de s'amuser en faisant des bulles avec de la sauce piquante. Mais ces bulles créer des ennuis à Carlo, mais surtout à Sandy dont les bulles ont détruit le dispositif d'air pour son dôme. N'ayant plus d'air chez elle et ses réserves d'oxygène dans sa combinaison étant compté, Bob et Patrick doivent rapidement trouver de l'air pour Sandy. |     |                                                                       |                                           |                                                                              |                                                     |                           |                                   |
| 166b | 14b | Karatéponge The Way of the Sponge                                     | Tom Yasumi                                | Casey Alexander, Zeus Cervas, Mr. Lawrence et Andrew Goodman                 | 25 novembre 2011                                    | 26 mai 2014               | 3,27                              |
| Sandy présente Graine de velours, "le plus grand maître de karaté de tous les temps", à Bob l'éponge. Graine entraîne Sandy à gagner la «ceinture plus noire», la plus haute ceinture de karaté. Bob souhaite avoir une ceinture, ce que Graine entend et dit à l'éponge que s'il en veut une, il doit la gagner. En travaillant au Crabe Croustillant, Bob bat accidentellement Graine dans un match de karaté et gagne une ceinture. - Invité : Rich Fulcher (Graine de velours) |     |                                                                       |                                           |                                                                              |                                                     |                           |                                   |
| 167a | 15a | Le pâté de Crabe géant The Krabby Patty That Ate Bikini Bottom        | Alan Smart                                | Aaron Springer et Dani Michaeli                                              | 25 novembre 2011                                    | Date non-connue en France | 3,27                              |
| Tout en cherchant des pièces de rechange, M. Krabs remarque un soja surdimensionné au dôme de Sandy. M. Krabs s'intéresse à ce qui aurait pu agrandir l'usine, et Sandy révèle une formule de croissance expérimentale, que M. Krabs vole. Au Crabe Croustillant, il utilise la formule de croissance sur un Patté de Crabe, mais elle continue de grandir, et Bob l'éponge doit trouver un moyen de l'arrêter. |     |                                                                       |                                           |                                                                              |                                                     |                           |                                   |
| 167b | 15b | Billy Bubulle Bubble Buddy Returns                                    | Alan Smart                                | Luke Brookshier, Marc Ceccarelli et Mr. Lawrence                             | 25 novembre 2011                                    | Date non-connue en France | 3,27                              |
| Bob l'éponge reçoit une lettre de son vieil ami Marcel Bubbulle, lui demandant de garder son fils Billy. Ce dernier cause des problèmes et Bob a du mal à le garder hors de situations dangereuses. |     |                                                                       |                                           |                                                                              |                                                     |                           |                                   |
| 168a | 16a | L'Injonction d'éloignement Restraining SpongeBob                      | Tom Yasumi                                | Paul Tibbitt, Vincent Waller et Sean Charmatz                                | 2 avril 2012                                        | Date non-connue en France | -                                 |
| Carlo est victime de pitreries ennuyeuses de Bob l'éponge et lui a ordonné de ne plus le faire. L'ordonnance d'interdiction entrave leur travail au Crabe Croustillant et Patrick est temporairement embauché pour les aider. |     |                                                                       |                                           |                                                                              |                                                     |                           |                                   |
| 168b | 16b | Le Fiasco! Fiasco!                                                    | Tom Yasumi                                | Casey Alexander, Zeus Cervas et Mr. Lawrence                                 | 5 avril 2012                                        | Date non-connue en France | -                                 |
| Carlo découvre une œuvre d'art d'un artiste nommé « Fiasco » et M. Krabs décide de l'utiliser comme attraction pour ses clients au Crabe Croustillant. Plankton vole l'art, croyant qu'il peut avoir la formule secrête du Patté de Crabe avec ces échantillons. |     |                                                                       |                                           |                                                                              |                                                     |                           |                                   |
| 169a | 17a | Le plus beau souvenir de Carlo Are You Happy Now?                     | Andrew Overtoom                           | Luke Brookshier, Marc Ceccarelli et Dani Michaeli                            | 31 mars 2012                                        | Date non-connue en France | 4,12                              |
| Carlo n'a pas de souvenir la plus heureuse, alors Bob l'éponge essaie de l'aider à en créer un. |     |                                                                       |                                           |                                                                              |                                                     |                           |                                   |
| 169b | 17b | L'attaque des clones en gelée Planet of the Jellyfish                 | Tom Yasumi                                | Luke Brookshier, Marc Ceccarelli et Mr. Lawrence                             | 31 mars 2012                                        | Date non-connue en France | 4,12                              |
| Bob l'éponge et Sandy combattent un seigneur des méduses maléfiques, qui remplace tout le monde en ville par des clones. Après avoir cherché des indices, ils découvrent que sa faiblesse est la mayonnaise. |     |                                                                       |                                           |                                                                              |                                                     |                           |                                   |
| 170a | 18a | Échantillons gratuits Free Samples                                    | Andrew Overtoom                           | Casey Alexander, Zeus Cervas et Dani Michaeli                                | 6 avril 2012                                        | Date non-connue en France | -                                 |
| Complotant pour ruiner M. Krabs, Plankton chasse ses clients avec de faux échantillons du Patté de Crabe. En conséquence, M. Krabs est obligé de distribuer gratuitement des Patté de Crabe afin d'essayer de les reconquérir. |     |                                                                       |                                           |                                                                              |                                                     |                           |                                   |
| 170b | 18b | Ananas en ruine Home Sweet Rubble                                     | Andrew Overtoom                           | Casey Alexander, Zeus Cervas et Richard Pursel                               | 4 avril 2012                                        | Date non-connue en France | -                                 |
| Quand la maison d'ananas de Bob l'éponge s'effondre et qui a besoin de réparations, il demande à tous ses amis de l'aider à la rénover. Cependant, malgré les grands changements, Bob n'est pas satisfait de sa nouvelle maison. Il obtient une copie identique de son ancienne maison après avoir ouvert un "ananas entièrement meublé dans une boîte" de Gary. |     |                                                                       |                                           |                                                                              |                                                     |                           |                                   |
| 171a | 19a | Karen 2.0                                                             | Alan Smart                                | Casey Alexander, Zeus Cervas et Richard Pursel                               | 13 avril 2012                                       | Date non-connue en France | 2,25                              |
| Lorsque Plankton remplace sa femme informatique Karen par une version améliorée, Karen l'original part et obtient un emploi au Crabe Croustillant. |     |                                                                       |                                           |                                                                              |                                                     |                           |                                   |
| 171b | 19b | Insomnie InSPONGEiac                                                  | Alan Smart                                | Casey Alexander, Zeus Cervas et Mr. Lawrence                                 | 9 avril 2012                                        | Date non-connue en France | 2,25                              |
| Bob l'éponge a du mal à s'endormir et demande de l'aide à Patrick. |     |                                                                       |                                           |                                                                              |                                                     |                           |                                   |
| 172a | 20a | La grimace figée Face Freeze!                                         | Andrew Overtoom                           | Casey Alexander, Zeus Cervas et Mr. Lawrence                                 | 21 juillet 2012                                     | Date non-connue en France | 3,65                              |
| Bob l'éponge et Patrick se figent le visage après avoir fait trop de grimaces, malgré l'avertissement de M. Krabs. |     |                                                                       |                                           |                                                                              |                                                     |                           |                                   |
| 172b | 20b | La fermeture de l'empire du gant Glove World R.I.P.                   | Tom Yasumi                                | Aaron Springer et Dani Michaeli                                              | 3 avril 2012                                        | Date non-connue en France | 2,70                              |
| Bob l'éponge et Patrick passent une dernière journée à l'empire du Gant avant que l'attraction se ferme pour toujours. |     |                                                                       |                                           |                                                                              |                                                     |                           |                                   |
| 173a | 21a | La carlotite aiguë Squiditis                                          | Tom Yasumi                                | Aaron Springer et Derek Iversen                                              | 11 avril 2012                                       | Date non-connue en France | -                                 |
| Carlo est déprimé en voyant le temps magnifique dehors. Bob lui dit que le pire serait qu'il tombe malade où qu'il rate une journée de travail. Carlo feint d'être malade en ayant attrapé la carlotite aiguë et Bob croit à cette maladie qu'il devient très prudent en évitant Carlo. Le capitaine voyant le comportement de l'éponge qui pourrait lui faire perdre de l'argent, suggère à Carlo de rentrer chez lui. Bien qu'il soit rentrer chez lui, Bob pense avoir attrapé la maladie. |     |                                                                       |                                           |                                                                              |                                                     |                           |                                   |
| 173b | 21b | Compétition de démolition Demolition Doofus                           | Alan Smart                                | Luke Brookshier, Marc Ceccarelli et Derek Iversen                            | 21 juillet 2012                                     | Date non-connue en France | 3,65                              |
| Après avoir échoué encore une fois au permis bateau, Bob provoque un accident qui envoie madame Puff à l’hôpital. Son sac qui la faisait gonfler a éclaté, ce qui la rend fou de rage. En voyant des blessés d'une compétition de voiture de démolition arriver, madame puff décide d'inscrire Bob à la compétition afin de le détruire. |     |                                                                       |                                           |                                                                              |                                                     |                           |                                   |
| 174a | 22a | Les Escardélices Treats!                                              | Alan Smart                                | Aaron Springer et Dani Michaeli                                              | 10 avril 2012                                       | Date non-connue en France | -                                 |
| Bob achète une nouvelle boite de nourriture pour escargot "les Escardélices" afin de faire plaisir à son escargot Gary. Mais ces friandises sont tellement délicieuse que Gary fait les 400 coups pour en avoir une. Mais au bout d'un moment, la boite est vide et Gary miaule sans cesse pour en avoir. Bob retourne au magasin pour en acheter, mais elle est en rupture de stock et Gary continue de miauler. Il se rend à l'usine de fabrication des Escardélices, mais l'usine est fermée et le propriétaire ne fabrique plus la denrée. |     |                                                                       |                                           |                                                                              |                                                     |                           |                                   |
| 174b | 22b | Sur Place ou à Emporter ? For Here or to Go                           | Andrew Overtoom                           | Luke Brookshier, Marc Ceccarelli et Steven Banks                             | 12 avril 2012                                       | 15 décembre 2013          | 2,51                              |
| Le capitaine Krabs organise un concours au Crabe Croustillant : celui qui devinera le nombre de grains présent dans un bocal aura le droit à un pâté de crabe gratuit. Les clients essaient à tour de rôle mais échouent. Plankton tente aussi mais le capitaine Krabs refuse et le renvoie dans son restaurant. Plankton appelle alors la répression des fraudes afin de participer au concours, sans quoi le Crabe Croustillant doit fermer ses portes. |     |                                                                       |                                           |                                                                              |                                                     |                           |                                   |
| 175 | 23  | Un Drôle De Noël ! It's a SpongeBob Christmas!                        | Mark Caballero et Seamus Walsh            | Luke Brookshier, Marc Ceccarelli, Derek Iversen et Mr. Lawrence              | 23 novembre 2012 (CBS)6 décembre 2012 (Nickelodeon) | 21 décembre 2013          | 3,61 (1er partie)4,61 (2e partie) |
| Dans cet épisode spécial, Plankton transforme tout le monde de Bikini Bottom de gentil à méchant en leur donnant à manger ses gâteaux aux fruits empoisonnés et en les transformant en saccades dans sa tentative d'obtenir son souhait de Noël : la formule secrète de Patté de Crabe. Cependant, quand il est révélé que la seule victime capable de survivre au minéral est Bob l'éponge en raison de son amour massif pour les vacances, ce dernier doit sauver le reste de Bikini Bottom avant qu'ils n'obtiennent du charbon pour Noël. - Invités : John Goodman (le père Noël) |     |                                                                       |                                           |                                                                              |                                                     |                           |                                   |
| 176a | 24a | Association de malfaiteurs Super Evil Aquatic Villain Team Up is Go!  | Alan Smart                                | Aaron Springer et Dani Michaeli                                              | 14 octobre 2012                                     | 28 décembre 2013          | 2,28                              |
| Plankton a voulu créer une invention afin de détruire le capitaine Krabs pour s'emparer de la formule secrète du pâté de crabe, mais cette dernière ne marche pas. Bob lui suggère d'appeler un complice afin de l'aider. Plankton décide de faire appel à l'homme-laser et créent la panique au restaurant du Capitaine Krabs. Bob va chercher de l'aide auprès des super-héros. - Invités : Ernest Borgnine (l'Homme-Sirène) et Tim Conway (Le Bernard l'Ermite) |     |                                                                       |                                           |                                                                              |                                                     |                           |                                   |
| 176b | 24b | La fricassée du Sceau de l'Enfer Chum Fricassee                       | Tom Yasumi                                | Casey Alexander, Zeus Cervas et Richard Pursel                               | 21 octobre 2012.                                    | 28 décembre 2013          | 2,30                              |
| Carlo est plutôt énervé à la fin de son service au Crabe Croustillant car le restaurant est dans un sale état, il n'y a même pas de paillasson. Le capitaine lui dit que ces idées ne sont pas intéressante. Carlo lui dit qu'il serait capable de tenir un restaurant 4 étoiles très propre avec un plat tellement délicieux qu'il aurait des réservations pendant des mois. Le Capitaine lui rit au nez, tandis que Plankton est intéressé par l'idée de Carlo. Carlo accepte de travailler au Sceau de l'Enfer avec sa formule secrète de fricassée. Et c'est un succès fou qui attire énormément de clients au Sceau de l'enfer, ce qui énerve le capitaine Krabs.                                            |     |                                                                       |                                           |                                                                              |                                                     |                           |                                   |
| 177a | 25a | La campagne publicitaire The Good Krabby Name                         | Alan Smart                                | Luke Brookshier, Marc Ceccarelli et Derek Iversen                            | 3 septembre 2012                                    | 4 janvier 2014            | 3,36                              |
| Le capitaine Krabs est plutôt préoccupé : seulement 98 % de la population de Bikini Bottom est venu manger dans son restaurant. Il demande à ses clients de s'investir afin d'avoir 100 % des habitants de Bikini Bottom ayant mangé au restaurant. Vu que c'est gratuit, Carlo n'est pas intéressé. C'est donc Bob et Patrick qui sont chargés de faire de la publicité pour le restaurant et s'investissent corps et âme. Et cela porte ses fruits et même plus. |     |                                                                       |                                           |                                                                              |                                                     |                           |                                   |
| 177b | 25b | La loi des 100 mètres Move It or Loose It                             | Andrew Overtoom                           | Casey Alexander, Zeus Cervas et Mr. Lawrence                                 | 21 octobre 2012                                     | 4 janvier 2014            | 2,30                              |
| Un bureaucrate faisant partie des services municipaux de Bikini Bottom appose une affiche devant les restaurants du Sceau de l'Enfer et du Crabe Croustillant : les services gastronomiques doivent être espacés d'au moins 100 mètres, sans quoi ils seront détruits. Malheureusement, les 2 restaurants ne sont espacés que de 99 mètres. Chaque propriétaire doivent se mettre d'accord sur celui qui doit être détruit, ce que le capitaine Krabs et Plankton refuse. Seul celui qui réunira assez de signature sous forme de pétition pourra sauver son restaurant. |     |                                                                       |                                           |                                                                              |                                                     |                           |                                   |
| 178 | 26  | Bob et Carlo en tournée Hello Bikini Bottom!                          | Alan Smart, Andrew Overtoom et Tom Yasumi | Aaron Springer, Sean Charmatz et Dani Michaeli                               | 8 octobre 2012                                      | Date non-connue en France | 2,76                              |
| Quand Bob entend Carlo jouer de la clarinette, il décide de l'accompagner avec son Ukulélé, ce qui attire la curiosité d'un manager de musique, le colonel Carper, qui veut les enrôler pour une tournée mondiale. Le capitaine Krabs, ayant entendu la conversation, décide de devenir manager de musique et de coacher Bob et Carlo pour leur carrière. Mais devenir manager coûte beaucoup d'argent et de matériel. Le capitaine Krabs fait donc hypothéquer son restaurant afin de lancer dans la musique. Il réunit aussi le matériel nécessaire, mais en très mauvais état, ce qui fait rire le manager professionnel qui voulait engager le groupe au départ. - Invités : Andy Samberg (le Colonel Carper) |     |                                                                       |                                           |                                                                              |                                                     |                           |                                   |